# 格里高利·派克
格里高利·派克（英語：Gregory Peck，1916年4月5日—2003年6月12日），生于美国加州，美国电影演员、社会活动家，一共获得过五次奥斯卡奖提名，1962年以《怪屋疑雲》赢得奥斯卡最佳男主角奖。1999年，美國電影學會選他為百年來最偉大的男演員第12名。

## 生平
格里高利·派克的全名为埃德利德·格里高利·派克（Eldred Gregory Peck），他出生于美国加利福尼亚州的拉荷亞，他的母亲是密西西比人，父亲叫格里高利·派克，是一位化学家。派克的祖母凯瑟琳·阿谢是从爱尔兰来的移民。凯瑟琳·阿谢的亲戚托马斯·阿谢是一位爱尔兰民族主义者，在派克出生那年参加了爱尔兰复活节起义，并死于1917年的饥荒。派克5岁的时候，他的父母离婚，他的祖母开始养育他。10岁的时候，派克被送往洛杉矶的一所罗马天主教军事学校就读。毕业后，他考入了圣迭戈州立大学，但在一年后旋即退学。他在一家石油公司开了一段时间的卡车。1936年，他又成为加利福尼亚大学柏克莱分校预科生，主攻英语文学，并参加了校赛艇队。在高年级的时候，他又加入了学校的小剧团，并出演了5场戏。
在大学毕业后，派克去掉了名字中的“埃德利德”，并在1939年前往纽约就读邻家戏剧学院。由于穷困潦倒，他经常露宿中央公园。他还在作为NBC电视台的导游服务于1939年的世界博览会上，1942年，派克在百老汇首次登台，担任爱姆林·威廉姆斯的《晨星》一剧中的男主角。在当年他的第二部戏剧是与爱德华·泡雷合作的《柳树与我》。派克在二战期间大受欢迎，因为他在向马萨·格拉汉姆学习舞蹈和动作的时候背部受伤，导致他免服兵役。20世纪福克斯公司声称派克在大学期间的划船运动导致了他的背伤。用派克的话来说，“我猜，好莱坞的人不觉得一个舞蹈课程会有那么严重。多年来我一直想证明这个说法。”
派克主演的首部电影是1944年的《光荣的日子》（Days of Glory）。在他开始电影表演的开始五年中，他就被4次提名为奥斯卡最佳男主角奖候选人，这些影片分别是：《王国的钥匙》（The Keys of the Kingdom）(1944)，《鹿苑長春》（The Yearling）(1946)，《君子协定》（Gentleman's Agreement）(1947)，《12点正》（Twelve O'Clock High）（1949）。
1947年，当许多好莱坞明星因为有关活动被列上黑名单的时候，派克写信痛斥国会非美国人活动委员会关于起诉电影界共產黨員的调查。
1953年，派克主演了广受赞誉的影片《罗马假期》（Roman Holiday），在片中他扮演了一位记者，而该片让女主角饰演者奥黛丽·赫本获得了奥斯卡女主角奖。
1962年，正值美国民权运动的巅峰时期，派克主演了由哈珀·李的小说改编而成的电影《怪屋疑雲》（To Kill a Mockingbird），在片中扮演了一位身受压迫的律师和丧偶的父亲阿提克斯·芬奇。这个角色为派克赢得了最佳男主角的第5次提名，并首次获得了该项大奖。据说，该片也是派克最喜爱的作品。在2003年，阿提克斯·芬奇被美国电影学院评为100年来最佳的电影英雄。
越战期间，派克公开反战，尽管他仍支持儿子斯蒂文去越南参战。在1972年，派克将菲利普·巴利根的剧作《卡通斯韦尔9号审判》拍成电影，该片讲述了对一群抗议越战的异议分子的控诉。
到了80年代，他转到了银屏上，因为主演系列短剧《蓝与灰》而再次名声大躁，他在片中饰演了亚伯拉罕·林肯。他还主演了电视剧《斯加利与布莱克》，这部片讲述了二战时期梵蒂冈的天主教牧师们从纳粹的魔掌中庇护偷运犹太人和其他难民的真实历史。
1989年，派克在荣获美国电影学院颁发的终身成就奖后，便从90年代初期开始停止制作电影的活动。由于他是美国民主党的忠实支持者，曾有人提议他作为该党的候选人与罗纳德·里根竞选加利福尼亚州州长的职务。在接受一家爱尔兰媒体的访问中，派克透露说，美国前总统林顿·约翰逊曾许诺他如果他赢得了第二次总统大选，将会任命派克为美国驻爱尔兰大使。派克说，“考虑到他的爱尔兰血统，这将会是一次伟大的冒险。”派克也鼓励他的儿子凯利·派克积极参与政治。但是在1978年和1980年，凯利·派克两次在南加州被保守派议员罗伯特·K·多男击败，第一次以微弱劣势惜败，第二次反而有了更大的差距。
2000年，格里高利·派克被爱尔兰国立大学授予文学博士。他也是都柏林学院大学电影学院的赞助者，他也同时建议了马丁·斯克西斯成为了荣誉赞助者。派克也担任了一段时间的美国癌症组织的主席。和凯利·格兰特一样，派克在晚年也进行了环球演讲。
2003年，87岁的派克在洛杉矶的家中睡梦中平静地离开了人世，原因是心脏骤停和支气管肺炎。他的第二任妻子维隆尼克陪伴在他的身边。他的遗产由维隆尼克，两个孩子以及与前妻所生的两个孩子所继承。他的长子早在1975年就已自杀身亡。
派克也从其祖父萨姆·派克继承了天主教亚美尼亚的血统。在他与第二任妻子维隆尼克·帕萨尼结婚后，妻子发现了他的血统关系。为了学习亚美尼亚的传统和亚美尼亚的语言，他从中年开始学习亚美尼亚语。格里高利是一个常見的印欧语系的名字，也是一个亚美尼亚的姓氏，其起源于公元332年的亚美尼亚圣徒先知神圣格里高。

## 主要作品
- 《意亂情迷》(Spellbound,1945)
- （The Yearling，1946）金球獎最佳戲劇類電影男主角
- 《太陽浴血記》（Duel in the Sun,1946）
- 《淒艷斷腸花》(The Paradine Case,1947)
- 《晴空血戰史》（Twelve O'Clock High,1949）
- 《霸王血戰史》(The Gunfighter,1950)
- 《霸王奪姬》(David and Bathsheba, 1951)
- 《七海蛟龍》(Captain Horatio Hornblower R.N.,1951)
- 《罗马假日》(Roman Holiday,1953)
- 《百萬富翁》(The Million Pound Note,1954)
- 《白鯨記》（Moby Dick,1956）
- 《風流記者》(Designing Woman,1957)
- 《錦繡大地》 (The Big Country,1958)
- 《海灘》(On the Beach,1959)
- 《六壯士》（The Guns Of Navarone,1961）
- 《怪屋疑雲》（To Kill a Mockingbird,1962） - 奥斯卡最佳男主角奖与金球獎最佳戲劇類電影男主角
- 《恐怖角》（Cape Fear,1962）
- 《西部開拓史》（How the West Was Won,1962）
- 《諜網迷離》(Mirage,1965)
- 《主席》(The Chairman,1969)
- 《麥卡納淘金記》(Mackenna's Gold,1969)
- 《凶兆》（The Omen,1976）
- 《麥克阿瑟傳》(MacArthur,1977) - 提名金球獎最佳戲劇類電影男主角
- 《納粹大謀殺（英语：The Boys from Brazil (film)） (,1978) - 提名金球獎最佳戲劇類電影男主角。罕見的飾演反派角色。
- 《海狼突擊隊（英语：The Sea Wolves）》(,1980)

## 延伸閲讀
- Fishgall, Gary, , New York: Simon & Schuste, 2002  [2020-11-23], ISBN 0-684-85290-X, （原始内容存档于2021-02-05）
- Freedland, Michael, , New York: W. Morrow, 1980  [2020-11-23], ISBN 0-688-03619-8, （原始内容存档于2021-02-05）
- Haney, Lynn, , New York: Da Capo Press, 2005  [2020-11-23], ISBN 1-861-05824-1, （原始内容存档于2021-02-05）